# Táo dại quả ngọt
Táo dại quả ngọt (danh pháp hai phần: Malus coronaria) là một loài thực vật thuộc chi Hải đường. 

## Hình ảnh

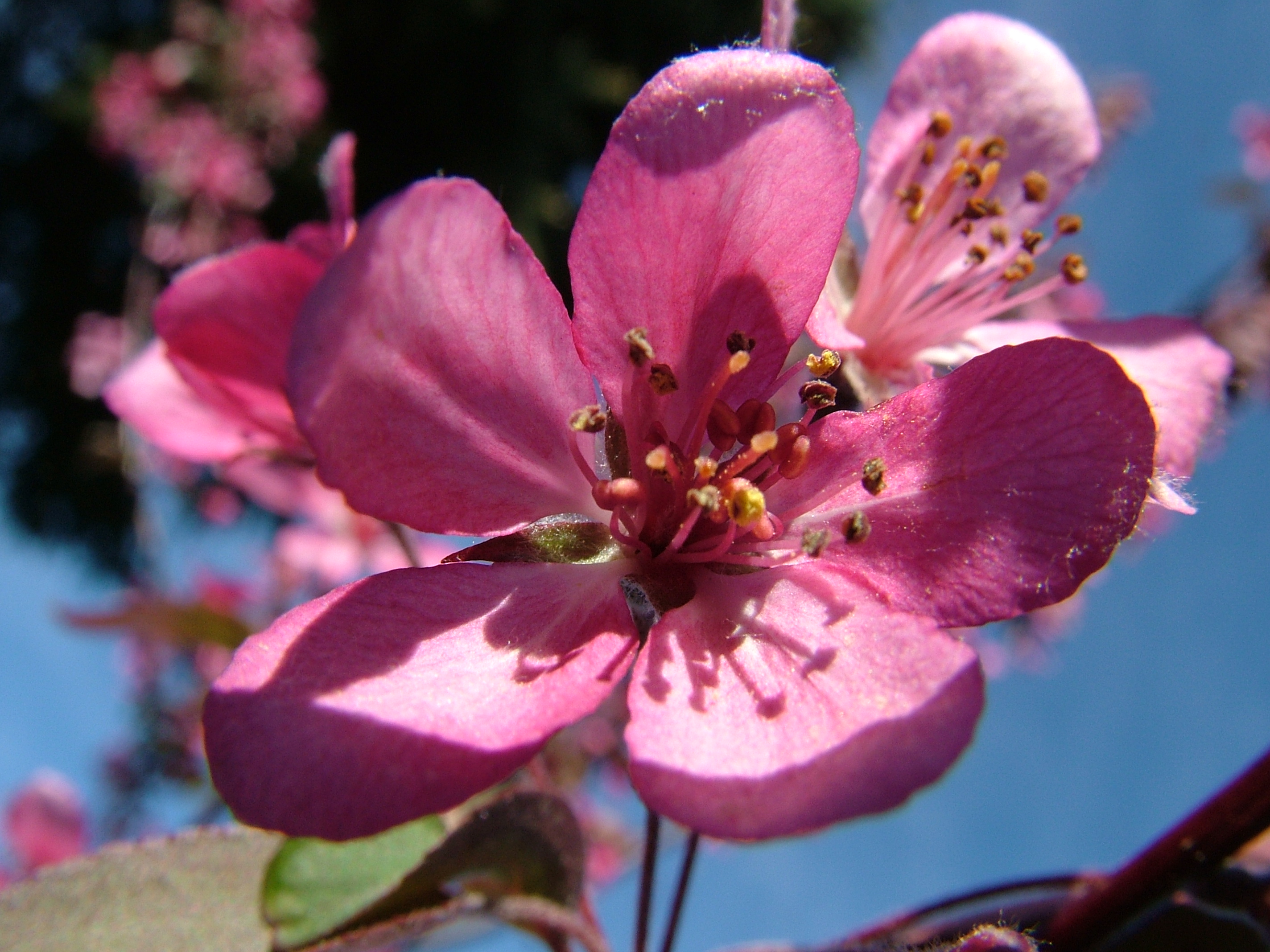
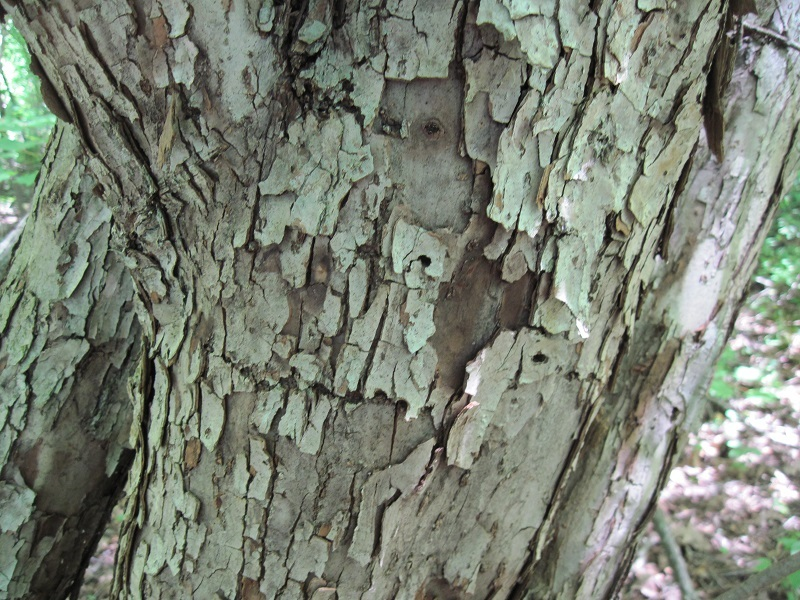
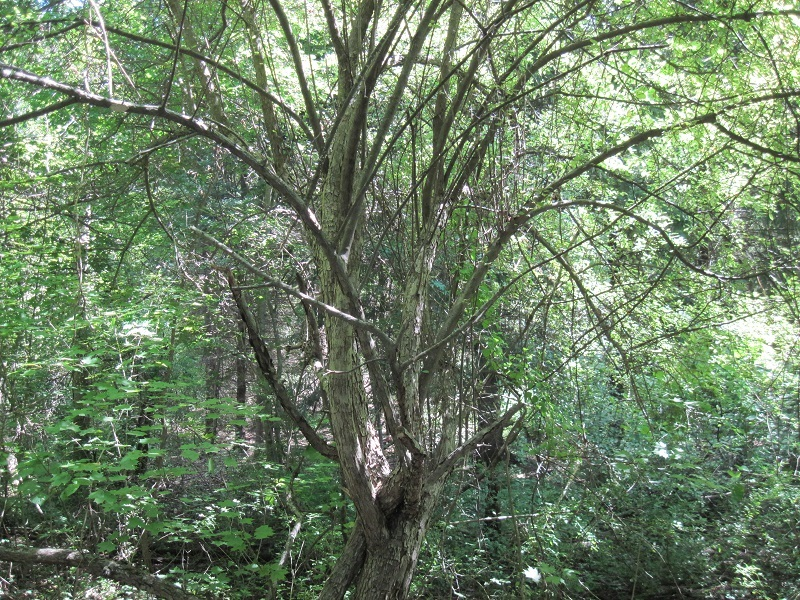
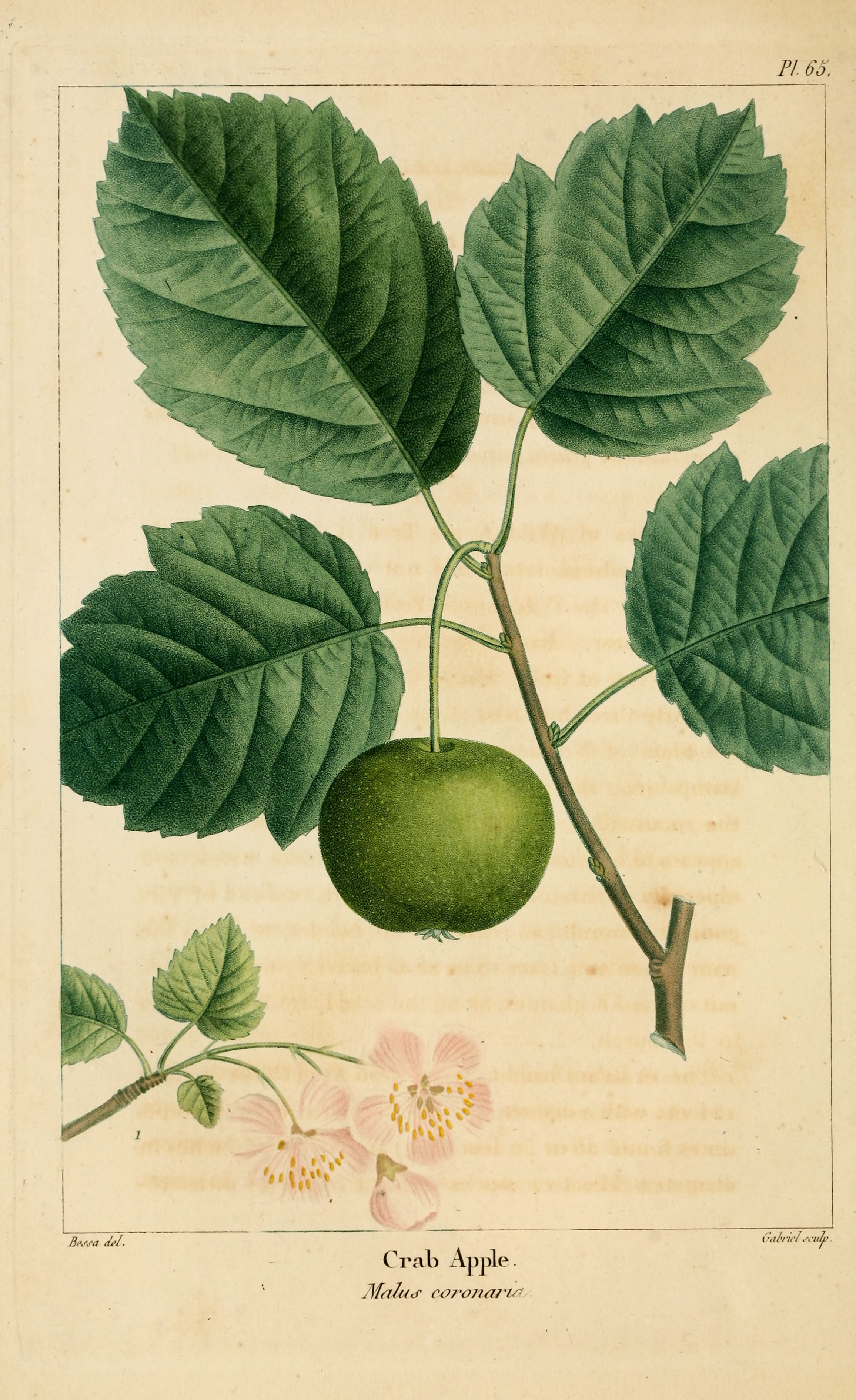